# كورتيس ديفيز
كورتس ديفيز (بالإنجليزية: Curtis Davies)‏ (15 مارس 1985 -)، هو لاعب إنكليزي محترف يلعب كمدافع وسط. يلعب حالياً لنادي استون فيلا و كان يلعب سابقاً لنادي لوتن تاون. ولد في ليوتون ستون لام إنكليزية وأب ذي من اصل سيراليوني. و قد بدأ المهنة في نادي ويمبلدون في عمر ال15. و قد لعب لمنتخب انكلترا تحت عمر ال21 سنة ضد النرويج في 28 فبراير 2006.

## روابط خارجية
- كورتيس ديفيز على موقع قاعدة بيانات كرة القدم.إي يو (الإنجليزية)
- كورتيس ديفيز على موقع Soccerbase.com (لاعب) (الإنجليزية)
- كورتيس ديفيز على موقع Soccerway.com (الإنجليزية)
- كورتيس ديفيز على موقع عالم كرة القدم.نت (الإنجليزية)
- كورتيس ديفيز على موقع AS.com (الإسبانية)